# Svetlana Hodcenkova
Svetlana Viktorovna Hodcenkova (în rusă Светлана Викторовна Ходченкова, n. 21 ianuarie 1983) este o actriță rusă de teatru, film și televiziune, cunoscută pentru rolurile din Bless the Woman (2003) și Tinker Tailor Soldier Spy (2011).

## Biografie
Svetlana Hodcenkova s-a născut în Moscova pe 21 ianuarie 1983. Și-a petrecut copilăria în Jeleznodorojnîi, un mic oraș la 21 km est de Moscova. A fost crescută doar de mama ei, iar în copilărie visa să devină doctor. Svetlana a lucrat pentru scurt timp la o agenție de modeling. În 2005 a absolvit Institutul de Teatru „Boris Șciukin”, la clasa lui M. Borisov.

## Carieră
Rolul de debut al Svetlanei a fost în filmul Bless the Woman (2003), regizat de Stanislav Govoruhin. Pentru acest rol a fost nominalizată la premiul Nika pentru cea mai bună actriță. Și-a continuat cariera cu rolul clarvăzătoarei Cassandra în serialul istoric Talisman of Love (2005). Svetlana a jucat o balerină în filmul lui Pavel Sanaev Kilometer Zero (2007). În 2008 a câștigat premiul Festivalului de Film de la Gdynia pentru cea mai bună actriță, distincție acordată pentru rolul din coproducția ruso-poloneză Little Moscow.
În 2011 a apărut în filmul Tinker Tailor Soldier Spy, iar în 2013 a interpretat-o pe Viper, una dintre antagoniștii filmului cu supereroi The Wolverine.

## Viață personală
Pe 13 decembrie 2005 Svetlana s-a căsătorit cu colegul ei de facultate Vladimir Iaglîh, și el actor. În 2010 cei doi au divorțat. În mai 2015 s-a logodit cu omul de afaceri moscovit Georgiy Petrishin.

## Filmografie

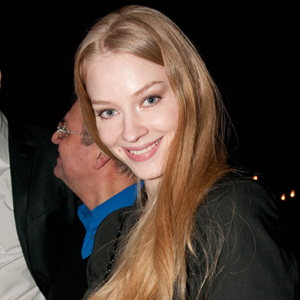
Svetlana Hodcenkova la premiera Love in the Big City 2, februarie 2010

| An   | Titlu                        | Rol                          |
| ---- | ---------------------------- | ---------------------------- |
| 2003 | Bless the Woman              | Vera                         |
| 2005 | Not by Bread Alone           | Nadezhda Sergeevna Drozdova  |
| 2006 | Four Taxidrivers and a Dog 2 | Kozyrkina                    |
| 2007 | Real Dad                     | Lyudmila                     |
| 2007 | Kilometer Zero               | Alina                        |
| 2008 | Little Moscow                | Wiera Swietłowa              |
| 2009 | Love in the Big City         | Anastasia Igorevna Korshun   |
| 2010 | Love in the Big City 2       | Anastasia Igorevna Korshun   |
| 2011 | Office Romance. Our Time     | Lyudmila Prokofevna Kalugina |
| 2011 | Pregnant                     | Procuror                     |
| 2011 | Tinker Tailor Soldier Spy    | Irina                        |
| 2011 | Five Brides                  | Nastya Karpova               |
| 2011 | For You                      | Kira                         |
| 2012 | Rzhevsky vs. Napoleon        | Natasha Rostova              |
| 2012 | Eight First Dates            | Pasagerul din taxi           |
| 2012 | Surprise Me                  | Bagira                       |
| 2013 | Metro                        | Irina Garina                 |
| 2013 | The Wolverine                | Viper                        |
| 2013 | Isle of Luck                 | Lena                         |
| 2013 | Love in the Big City 3       | Anastasia Igorevna Korshun   |
| 2013 | Vasilisa                     | Vasilisa Kozhina             |
| 2014 | The Champions                | Svetlana Zhurova             |
| 2014 | Adventurers                  | Katya                        |
| 2014 | Love Does Not Love           | Irina                        |
| 2014 | Blog Mom First Grader        | Masha                        |
| 2015 | Lady of Csejte               | Elisabeta Báthory            |
| 2015 | Horoscope for Good Luck      | Elena Karyakina              |
| 2015 | The End of Beautiful Era     | Marina                       |
| 2015 | The Warrior                  | Katya Rodina                 |
| 2016 | Classmates                   | Vika                         |
| 2016 | Viking                       | Irina                        |